# Condado de Hart (Georgia)
El condado de Hart (en inglés: Hart County), fundado en 1853, es uno de 159 condados del estado estadounidense de Georgia. En el año 2007, el condado tenía una población de 24 240 habitantes y una densidad poblacional de 38 personas por km². La sede del condado es Hartwell. El condado de Hart es el único condado en el estado en ser nombrado en honor a una mujer, a Nancy Hart.

## Geografía
Según la Oficina del Censo, el condado tiene un área total de 664 km² (256,4 mi²), de la cual 661 km² (255,2 mi²) es tierra y 63 km² (24,3 mi²) (9.44%) es agua.

### Condados adyacentes
- Condado de Oconee (Carolina del Sur) (norte)
- Condado de Anderson (Carolina del Sur) (noreste)
- Condado de Elbert (sur)
- Condado de Madison (suroeste)
- Condado de Franklin (oeste)

## Demografía
Según el censo de 2000, los ingresos medios por hogar en el condado eran de $32 833, y los ingresos medios por familia eran $39 600. Los hombres tenían unos ingresos medios de $30 652 frente a los $21 233 para las mujeres. La renta per cápita para el condado era de $16 714. Alrededor del 14.80% de la población estaban por debajo del umbral de pobreza.

## Transporte

### Principales carreteras
- Interestatal 85
- U.S. Route 29
- Ruta Estatal 8
- Ruta Estatal 17
- Ruta Estatal 51
- Ruta Estatal 59
- Ruta Estatal 77
- Conector de la Ruta Estatal 77
- Ramal de la Ruta Estatal 77
- Ruta Estatal 172
- Ruta Estatal 181

## Localidades
- Bowersville
- Hartwell
- Reed Creek